# Dixit

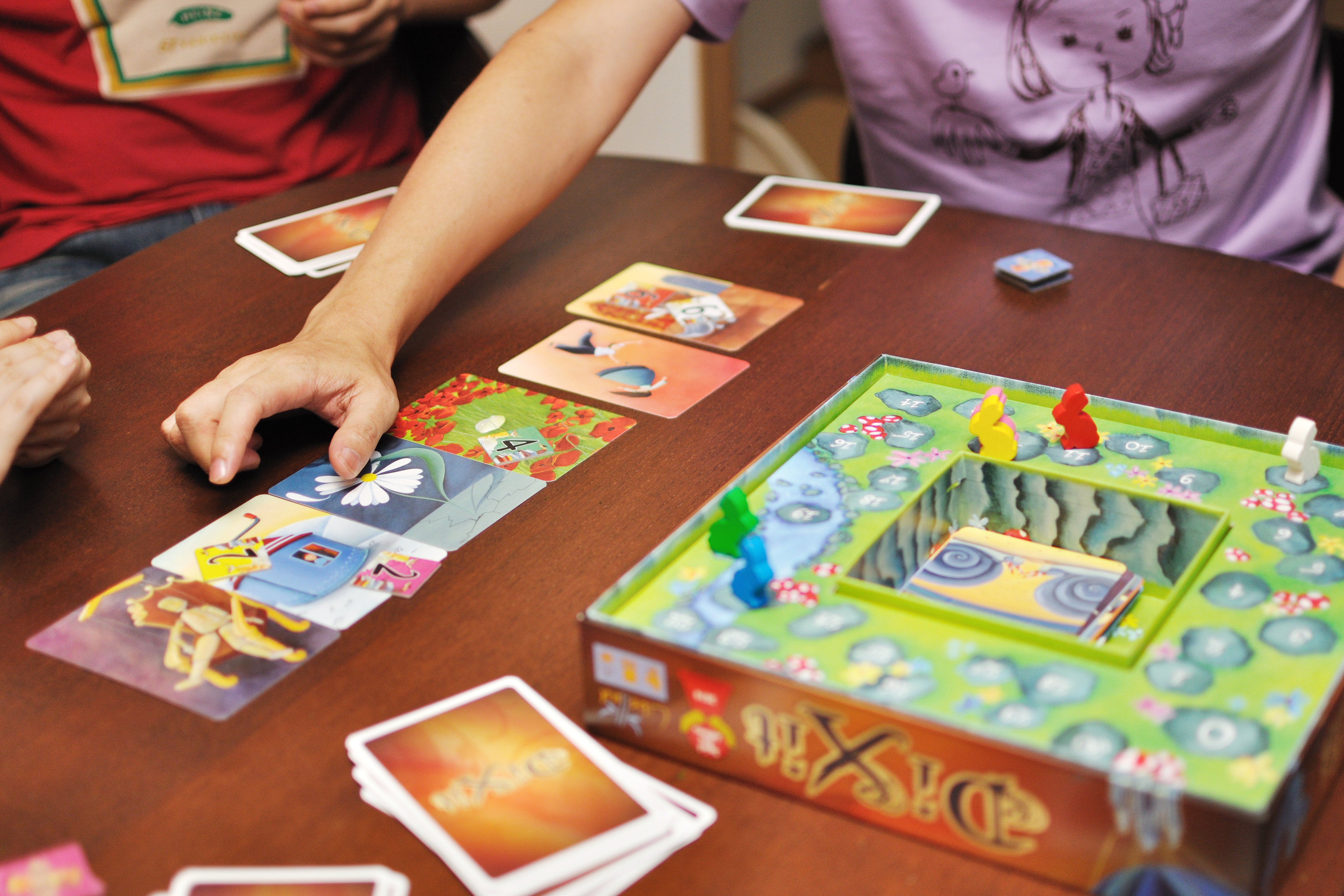
Uma partida de Dixit

Dixit é um card game criado por Jean-Louis Roubira; e publicado pela editora Libellud.
Neste jogo, um dos participantes sugere características da ilustração de uma carta da mão, possibilitando que cada adversário também selecione um card que se encaixe com a descrição dada. 
Reveladas as cartas, os oponentes devem adivinhar qual era a ilustração originalmente anunciada.

## Gameplay
(Para uma melhor experiência, recomenda-se quatro jogadores ou mais)
- Cada jogador recebe seis cartas e as visualiza em segredo;
- Para começar, um dos jogadores será declarado o narrador da rodada;
- O narrador, então, escolhe uma carta que tenha na mão; e sem revelá-la, faz uma descrição com uma palavra, frase, música ou mímica (algo relacionado à ilustração do card escolhido); e, em seguida, posiciona-o com a face para baixo no centro da mesa;
- A partir desta descrição do narrador, cada jogador seleciona a ilustração melhor correspondente dentre seus cards e a coloca escondida no centro da mesa;
- O narrador embaralha estas cartas junto a sua; e em seguida, as revela lado a lado;
- Com os cards revelados, cada jogador deverá apontar qual acredita ser a carta do narrador.

## Pontuação
- Se ninguém ou todos votarem na imagem correta, o narrador não ganha ponto (pois a adivinhação ficou muito óbvia ou extremamente confusa); e cada um dos outros jogadores ganha dois pontos;
- Se apenas alguns adivinharem a carta do narrador, ambos ganham três pontos (narrador e acertadores);
- As cartas votadas por engano darão um ponto adicional aos respectivos donos.

Depois do resultado, descartam-se as imagens reveladas; cada jogador adiciona um novo card em sua mão; e o próximo jogador da mesa se torna o narrador da rodada. Ganha o jogo aquele que somar 30 pontos. 

## Dentro da caixa
- 84 cartas com ilustrações;
- Um marcador de pontos;
- Seis coelhos de madeira;
- 36 marcadores de votos;
- Regras.

## Informações sobre o jogo-base
- De três a seis jogadores;
- Tempo médio de 30 minutos por partida;
- Para maiores de oito anos.

## Expansões
O jogo tem alguns pacotes de expansão, incluindo:
- Dixit Odyssey;
- Dixit 2 Quest;
- Dixit 3 Journey;
- Dixit 4 Origins;
- Dixit 5 Daydreams;
- Dixit 6 Memories;
- Dixit 7 Revelations;
- Dixit 8 Harmonies;
- Dixit Annversary.

## Curiosidades
- O título do jogo é a palavra em latim para "ele / ela disse";
- O jogo foi introduzido em 2008 e ganhou o Prêmio Spiel des Jahres (Jogo do Ano) em 2010;
- Um aplicativo iOS para Dixit foi lançado em 2011.